# St. Maria (Eubigheim)

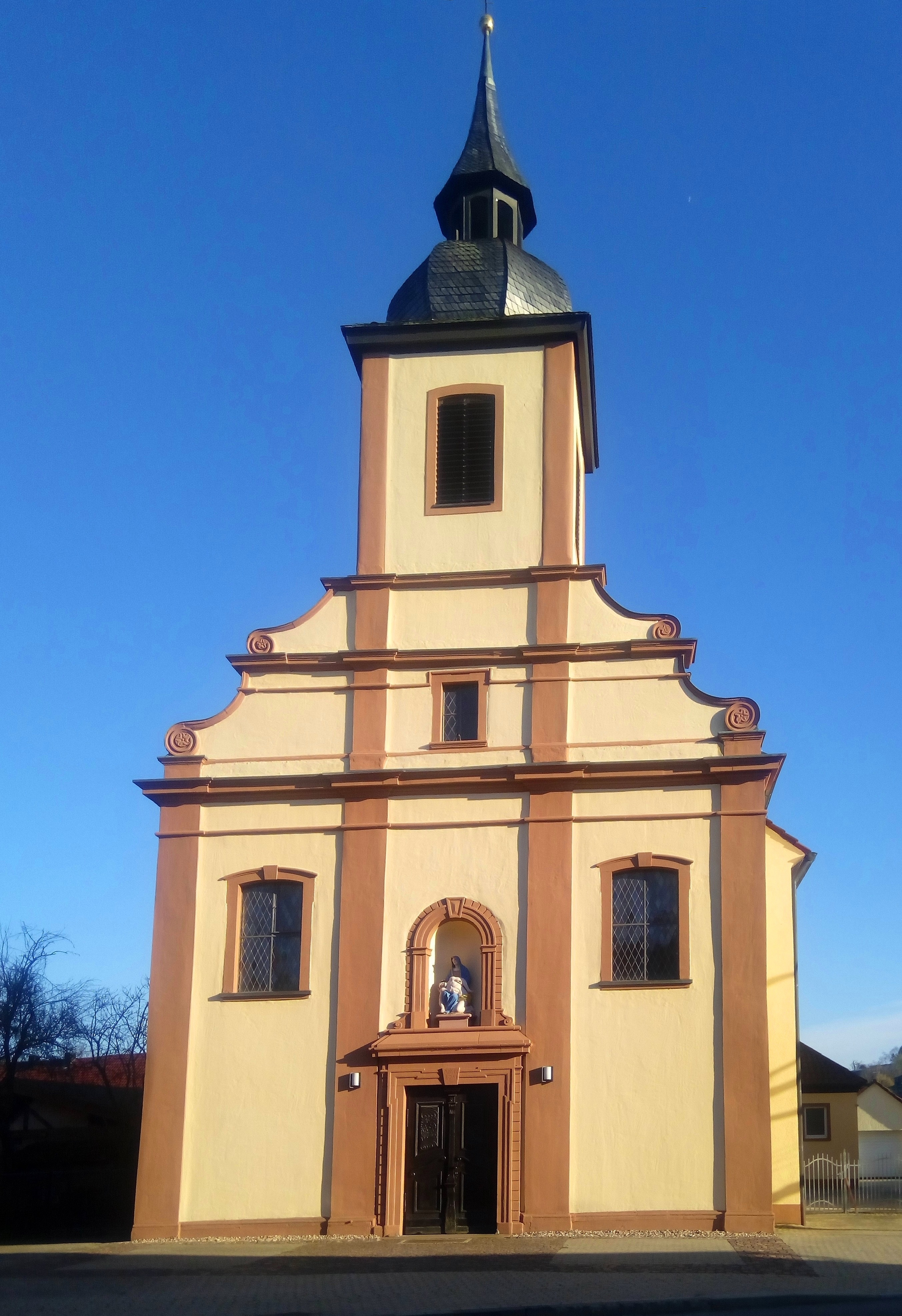
St. Maria in Eubigheim

Die römisch-katholische Pfarrkirche St. Maria in Eubigheim, einem Gemeindeteil von Ahorn im Main-Tauber-Kreis, wurde im 18. und 20. Jahrhundert errichtet und ist der heiligen Maria geweiht.

## Geschichte

### Vorgeschichte: Reformation und Gegenreformation
Durch die Ortsherren wurde einst das lutherische Bekenntnis eingeführt. Die Familie Walderdorff und die Freiherren von Bettendorff betrieben als Patronatsherren die Gegenreformation mit dem Ergebnis, dass ihre Untertanen katholisch wurden. 1651 erfolgte das Simultaneum, sodass dem evangelischen und katholischen Glaube freie Ausübung gewährt wurde. Zwischen 1764 und 1770 wurde daraufhin eine katholische Pfarrei gestiftet. Eine umstrittene alte Kirche wurde in der Folge abgebrochen und 1780/81 für jede Konfession jeweils eine eigene kleine Kirche mit Dachreiter errichtet.

### Die Marienkirche
Die Marienkirche wurde 1781 erbaut und 1958 innen neu errichtet, wobei Teile des äußeren, barocken Vorgängerbaus erhalten wurden.
Die Eubigheim Marienkirche gehört somit zur Seelsorgeeinheit Boxberg-Ahorn, die dem Dekanat Tauberbischofsheim des Erzbistums Freiburg zugeordnet ist. Filialen der 1770 gestifteten Pfarrei sind Neidelsbach und Hohenstadt. Ein Diasporaort ist Buch am Ahorn.

## Kirchenbau und Ausstattung
Es handelt sich um einen Neubau von 1958 mit barocker Fassade von 1781 mit Pietà-Nische über dem Haupteingang.